# Att vara Kristi brutna bröd
Att vara Kristi brutna bröd är en sång med text från 1946 av Albert Orsborn, översatt 1958 av Karin Hartman och musik av Ludvig Spohr.
Text och melodi är skyddade av upphovsrätt.

## Publicerad i
- Frälsningsarméns sångbok 1968 som nr 125 under rubriken "Helgelse".
- Frälsningsarméns sångbok 1990 som nr 384 under rubriken "Helgelse".